# Nasima Akhter
Nasima Akhter (in bengali নাসিমা আক্তার; 1970) è un medico e ricercatrice bangladese.
È specializzata in medicina nucleare. 

## Biografia
Nata nel 1970, Nasima Akhter ha frequentato il Sylhet MAG Osmani Medical College, laureandosi nel 1995. Ha poi conseguito un Master of Philosophy (M. Phil) presso la Bangabandhu Sheikh Mujib Medical University (2001) e un dottorato presso la Kanazawa University, in Giappone, (2008) formandosi in ecografia ostetrica presso la Kagawa University.
Nel 1998 Akhter ha iniziato a lavorare come medico di medicina nucleare presso la Commissione per l'energia atomica del Bangladesh (Bangladesh Atomic Energy Commission - BAEC) a Dacca, studiando le anomalie del feto che possono essere rilevate durante i primi tre mesi di gravidanza usando la traslucenza nucale. Ha inoltre studiato l'uso di farmaci aggiunti alla terapia con radioiodio (iodio-131) per il trattamento della malattia di Graves. Il suo lavoro si è anche concentrato su esperimenti in laboratorio su cavie animali (in particolare ratti e topi) per lo sviluppo di radiotraccianti da usare nella diagnosi della demenza, della schizofrenia e della crescita tumorale mediante l'imaging del recettore sigma-1.

## Premi e riconoscimenti
Come giovane scienziato, Nasima ha ricevuto numerosi riconoscimenti, tra cui il Young Scientist Award e la medaglia d'oro dalla Bangladesh Society of Nuclear Medicine. 
Nel 2010 ha vinto il premio Young Scientist BAS-TWAS (assegnato da della Bangladesh Academy of Sciences e dalla Third World Academy of Science) per le sue ricerche sulla traslucenza nucale per anomalie fetali e sulla cardiologia nucleare.
Nel 2013 è stata premiata con l'Elsevier Foundation Awards for Early Career Women Scientists in the Developing World (assegnato da Elsevier Foundation, Organization for Women in Science for the Developing World e Third World Academy of Science) per il suo lavoro pionieristico sulla medicina nucleare e sull'ecografia. Oltre a un premio di 5.000 dollari, il premio Elsevier includeva la partecipazione al meeting dell'American Association for the Advancement of Science a Boston, durante il quale ha ricevuto il premio, assieme agli altri quattro ricercatori che sono risultati vincitori.